# Chi Shan
Chi Shan (kinesiska: 赤山) är ett berg i Kina. Det ligger i provinsen Shandong, i den östra delen av landet, omkring 480 kilometer öster om provinshuvudstaden Jinan. Toppen på Chi Shan är 336 meter över havet, eller 118 meter över den omgivande terrängen. Bredden vid basen är 0,81 km.
Närmaste större samhälle är Gangwan, 4,2 km sydost om Chi Shan. 
Genomsnittlig årsnederbörd är 718 millimeter. Den regnigaste månaden är augusti, med i genomsnitt 164 mm nederbörd, och den torraste är februari, med 16 mm nederbörd.